# The Big Shave
The Big Shave é um curta-metragem de terror de seis minutos de 1967 dirigido por Martin Scorsese. Também é conhecido como Viet '67.